# NGC 5898
NGC 5898 is een elliptisch sterrenstelsel in het sterrenbeeld Weegschaal. Het hemelobject werd op 21 mei 1784 ontdekt door de Duits-Britse astronoom William Herschel.

## Synoniemen
- ESO 514-2
- MCG -4-36-6
- UGCA 404
- AM 1515-235
- PGC 54625